# Efferia bryanti
Efferia bryanti är en tvåvingeart som beskrevs av Wilcox 1966. Efferia bryanti ingår i släktet Efferia och familjen rovflugor.
Artens utbredningsområde är Arizona. Inga underarter finns listade i Catalogue of Life.